# Colleen McCrory
Colleen McCrory (New Denver, Columbia Británica; 1949/1950-Silverton, Columbia Británica, 1 de julio de 2007) fue una activista ambiental canadiense. Fue galardonada con el Premio Medioambiental Goldman en 1992.

## Biografía
Nació en New Denver, Columbia Británica. En 1975 fundó la Valhalla Wilderness Society, un grupo medioambiental de la Columbia Británica que a través de una coalición de grupos ciudadanos pudo proteger bosques del oeste de Canadá.
McCrory financió su campaña al principio a través de una pequeña tienda de ropa en New Denver. Sin embargo, un boicot de tres años por parte de los madereros la obligó a cerrar el negocio en 1985 y a endeudarse profundamente.
Recibió el Premio de Conservación del Gobernador General en 1983 y el Premio Fred M. Packard de la Unión Internacional para la Conservación de la Naturaleza en 1988. En 1992, fue incluida en la Lista de Honor Global 500 de las Naciones Unidas y recibió un Premio Medioambiental Goldman.
Se postuló como candidata por el Partido Verde en las elecciones provinciales de Columbia Británica de 2001.
Sus esfuerzos contribuyeron a la creación de:
- Parque provincial Valhalla en la región de Kootenay en Columbia Británica
- Parque nacional Gwaii Haanas y sitio patrimonial Haida en las islas Queen Charlotte
- Parque provincial Goat Range en las montañas Selkirk
- Santuario de osos pardos Khutzeymateen y Spirit Bear Conservancy en Great Bear Rainforest en la costa central de la Columbia Británica.

Falleció de un tumor cerebral en su casa en Silverton, Columbia Británica en 2007, a los cincuenta y siete años.